# マルティヌス5世 (ローマ教皇)
マルティヌス5世（Martinus V、1368年 - 1431年2月20日、在位：1417年11月11日 - 1431年2月20日）は、コンスタンツ公会議での教会大分裂の解消後に選出されたローマ教皇である。本名オットーネ・コロンナ（Ottone Colonna）。

## 生涯

### 教皇選出前
オットーネはローマの名門コロンナ家出身で、家柄に加え有能な実務家だったことからローマ教皇ボニファティウス9世に仕え、インノケンティウス7世によって枢機卿にあげられていた。グレゴリウス12世とは対立してピサ教会会議で選出されたアレクサンデル5世とヨハネス23世の支持に回った。
1414年にローマ王ジギスムントの後押しで始まったコンスタンツ公会議ではピサ教会会議の結果、出現してしまった3人の教皇達（グレゴリウス12世、ベネディクトゥス13世、ヨハネス23世）が退位あるいは廃位され、その上で1417年11月にコンクラーヴェを行った。23人の枢機卿と30人の代表たちによる選挙の結果、49歳のオットーネが選ばれ、その日の聖人の名前にちなんでマルティヌス5世を名乗った。そして1418年4月に公会議を閉会させた。

### ローマ入城
ローマはジギスムントと対立していたナポリ王ラディズラーオ1世が占領していたが、1414年に死去した後は姉ジョヴァンナ2世が即位していた。マルティヌス5世は1419年10月にジョヴァンナ2世にナポリ王戴冠式を執り行うことで和解、安全を確保した上で1420年9月にローマ入りを果たした。
メディチ家はヨハネス23世を支援しローマ教皇庁の総財務管理者となっていたが、マルティヌス5世もメディチ家を信任し、引き続きその地位を与えた。1424年、マルティヌス5世はメディチ家当主ジョヴァンニ・ディ・ビッチにモンテ・ヴェルデ伯爵位を授けようとしたが、彼はこれを断ったという。
教皇には従来の懸念であった大規模な教会改革を行う事が期待されていたが、それは実行されなかった。当時、ローマが荒廃していたため、教皇はマントヴァとフィレンツェに住み、1420年9月に初めてローマ入りした。ローマでは秩序の回復に努め、旧サン・ピエトロ大聖堂やラテラノ宮殿などの修復を行った。建設費用と関係して、この1420年に、それまでローマのユダヤ人が支払っていた税を、イタリアのユダヤ人全体の共同責任で拠出することが定められた。

### ヨーロッパ諸問題への対応
教会大分裂は終わったが、ヨーロッパには数々の重大な問題が横たわっていた。1つ目はフランスとイングランドが争う百年戦争、2つ目は公会議で処刑されたヤン・フスの支持者であるフス派がボヘミアで起こした反乱（フス戦争）、3つ目は公会議の約束として新たな公会議を招集することである。
1つ目の問題である百年戦争に対し、教皇マルティヌス5世は1418年と1422年にフランスへ和平使節を派遣したがこれは紛争解決に何の効果も無かった。むしろ当初はイングランドとその同盟国ブルゴーニュの利害を担当することが多く、1426年にイングランド王ヘンリー6世の大叔父で面識があるヘンリー・ボーフォートを枢機卿に任命したり、1418年にブルゴーニュ公ジャン1世の甥ブラバント公ジャン4世と姪ジャクリーヌの結婚を許可したり、ジャクリーヌが離婚してグロスター公ハンフリー（ヘンリー6世の叔父）と再婚、グロスター公がネーデルラントを狙い始めるとベッドフォード公ジョン（グロスター公の兄）と阻止を働きかけたりしている。
1428年、グロスター公とジャクリーヌの結婚を無効とし、グロスター公がこれを受け入れてからはニッコロ・アルベルガティ枢機卿と共に和平に向けて動いたが、マルティヌス5世の在世中は具体的な検討はされなかった。教皇死後の1435年にブルゴーニュの仲介でイングランドとフランスが講和会議に出席、アルベルガティ枢機卿も仲介役として出席したが、イングランドが会議を離脱。その後はブルゴーニュとフランスの和平を保証する立場に変わり、1420年にイングランド・ブルゴーニュが結んだトロワ条約の無効を宣言。フランス・ブルゴ－ニュ間のアラスの和約締結を後押しした。
2つ目のフス戦争はより厄介な問題であった。ボヘミア王ヴェンツェルがフス派を庇護していたため、1418年（または1419年）にヴェンツェルの弟であるジギスムントと共にヴェンツェルへ圧力をかけた上で、フス派弾圧を始めた。翌1419年にヴェンツェルが亡くなると、その地位をジギスムントが継承したが、この継承を認めないフス派が蜂起した。教皇は1420年3月にフス派討伐の十字軍勅書を発布し諸侯により討伐軍が編成されたが、多大な戦いの末にフス派の前に敗北した。翌1421年に再結集した十字軍もまた大敗し、以降フス派討伐の十字軍はしばらく組織されなかった。教皇や皇帝らはポーランド王ヴワディスワフ2世に圧力をかけ、王の甥でフス派軍の軍司令官ジギスムント・コリブトーヴィチをフス派から離脱・退去させた上で、1431年1月の教皇の逝去直前に十字軍を再度結集したが、8月に十字軍がフス派と対峙した際には、十字軍諸侯はフス派軍を前にして恐怖に駆られ、戦う前に敗走し大失敗に終わった。結局、フス戦争もその解決は教皇の死後に持ち越された。
3つ目の課題である公会議の招集に関し、マルティヌス5世はコンスタンツ公会議の教令を尊重し、1423年に次の公会議を開くべくパヴィアにおける開催を宣言したが、疫病の流行によってシエナへの開催地移転を余儀なくされた。しかしそこでも参加者が集まらなかったため、同公会議は開催されなかった。最終的にバーゼルでの公会議の開催が決定し、開催に向けた準備がなされていたが、開会を待たずに1431年2月20日に卒中で逝去した。他に東ローマ帝国（東方正教会）との対話も試みられたが、実を結ばなかった。
なお、フランスの圧力によって起こったアヴィニョン捕囚、及びその結末である教会大分裂の教訓（ペナルティ）から、これ以降現代に至るまでフランス人はローマ教皇に選出されていない。

## 人物
教皇選出前は穏やかな性格で、公会議主義に柔軟な対応を取ると周囲から見られていた。ところが選出されると期待とは正反対の行動を取り、公会議が教皇権を制限することに反対し、財政再建のため教皇庁の税制改革・規律改革を推し進めた。枢機卿たちからはその強硬姿勢を恐れられ、絶対君主に例えられたり、「教皇の前に出ると枢機卿たちは縮み上がって赤くなったり青くなったりした」という。
教皇権の扱いだけでなく異端にも厳しい対応を取ったりしていたが、状況によっては寛大な対応に切り替える柔軟性も持ち合わせていた。スペインには対立教皇クレメンス8世がいたが、内部の争いを止められずに自滅、1429年に退位してマルティヌス5世に忠誠を誓うと、それに応えてパルマ・デ・マヨルカ司教に任命した。ヨハネス23世にも同様の処遇を与えジョヴァンニの取り成しでトゥスコロ司教とした。ただし、1424年頃に作られたサン・ジョヴァンニ洗礼堂にあるヨハネス23世の墓碑には異議を唱え、碑文に「かつて教皇であったヨハネス23世」と書かれ、かつて正規の教皇であったと思われる曖昧な印象を与える碑文の変更を命じたがフィレンツェは取り合わず、現在も墓碑と共に残されている。
ユダヤ人への迫害にも反対、1422年と1429年に反ユダヤ的な説教を非難したり、ユダヤ人の子供に洗礼を強制した者を破門したりしている。